# Sąd Rejonowy i Zakład Karny w Cieszynie
Sąd Rejonowy w Cieszynie – zbudowany w stylu historyzmu w 1905 r., mieszczący się przy ul. Garncarskiej 8, u zbiegu ulic Garncarskiej i Chrobrego, Budynek Sądu wraz Zakładem Karnym jest wpisany do rejestru zabytków pod numerem A-533/87 dniu 15.10.1987r.

## Historia
W 1901 roku Emanuel Harbich – prezes Sądu Obwodowego zlecił radcy budowlanemu Rudolfowi Langowi i cieszyńskiemu architektowi Eugeniuszowi Fuldzie sporządzenie planów nowego budynku sądu. Decyzja ta była podyktowana tym, że dotychczasowe pomieszczenia Sądu Obwodowego, znajdujące się przy ratuszu na cieszyńskim Rynku, nie były wystarczające. Zaplanowano, że budynek sądu stanie przy ul. Garncarskiej, przylegając do istniejącego już budynku więzienia. Firma budowlana Eugeniusza Fuldy uczestniczyła w tworzeniu bryły budynku, a prace wewnętrzne, jak i wyposażenie biur wykonały wiedeńskie i miejscowe, cieszyńskie firmy. Oficjalne otwarcie odbyło się 2 grudnia 1905 roku i było związane z 57. rocznicą wstąpienia na tron cesarza Franciszka Józefa I Habsburga, w którego posiadaniu było m.in. Księstwo Cieszyńskie. Cesarz Franciszek złożył też wizytę w budynku Sądu w dniu 2 września 1906 roku, a na pamiątkę tego wydarzenia zasadzono przed frontem budynku dąb, nazywany cesarskim.
Do czasu przejęcia miasta przez odrodzone po I wojnie światowej Państwo Polskie znajdował się w nim austriacki Sąd Okręgowy (Kreisgericht). Dawniej, nad oknem drugiego piętra znajdował się cesarski dwugłowy orzeł oraz napis „K. K. KREISGE-RICHT” – „Cesarsko-królewski Sąd Obwodowy”. Obecnie w budynku tym znajduje się Sąd Rejonowy w Cieszynie. W 2005 roku odbył się generalny remont, który objął rekonstrukcję fasad i wnętrz. Budynek pełni swoją funkcję sądu nieprzerwanie od czasu jego powstania.

## Architektura
Projekt budynku sądu powstał przy współudziale Rudolfa Langa i Czesława Fuldy. Budynek powstał na planie zbliżonym do kwadratu o wymiarach 58 na 55 m, z wewnętrznym dziedzińcem. Jego kubatura to 5647 m³, powierzchnia elewacji 4467 m², powierzchnia dziedzińców 1200 m². Główna fasada posiada neobarokową dekorację, na którą składa się boniowany pasowy cokół i okna zwieńczone masywnym kluczem. Okna na pierwszym i drugim piętrze posiadają klasyczne opaski ze zwornikami i umieszczone są pomiędzy pionowymi boniowanymi lizenami. Fasada została ozdobiona środkowym trójosiowym ryzalitem z wejściową bramą z toporem i pękiem rózg liktorskich w kluczu (symbolem sprawiedliwości) oraz przerywanym przyczółkiem z siedzącymi puttami trzymającymi w rękach wagę i miecz (inne atrybuty sprawiedliwości). Budynek pokrywa blaszany dwuspadowy dach z lukarnami, a środkowy ryzalit został podkreślony wysokim dachem mansardowym. Westybul i trójbiegowa klatka schodowa ozdobione zostały przez klasycystyczne arkady, marmurowe kolumny i tralkowe balustrady. Na wprost wejścia została ustawiona dwumetrowa rzeźba z białego kanaryjskiego marmuru - Iustitia, dłuta Ernesta Hegenbartha, wiedeńskiego rzeźbiarza. Przedstawia ona boginię sprawiedliwości Temidę z mieczem i otwartą księgą w dłoniach, z przewiązanymi opaską oczami (symbolem ślepej sprawiedliwości). Po prawej stronie westybulu wisiała na ścianie pamiątkową tablicą z zielonego szwedzkiego granitu z napisem w języku niemieckim „Erbaut unter der Regierung Seiner Majestat des Kaisers Franz Joseph I. 1903–1905” („Zbudowano pod panowaniem Jego Wysokości Cesarza Franciszka Józefa I. 1903–1905.”). Obecnie w tym miejscu znajduje się tablica z 1928 roku, poświęcona dr Feliksowi Bocheńskiemu, organizatorowi polskiego sądownictwa na Śląsku i pierwszemu polskiemu prezesowi Sądu Okręgowego w Cieszynie.
W budynku sądu mieści się reprezentacyjna sala rozpraw sądowych. Jest to dwukondygnacyjne (9 m wysokości), obszerne (15 na 9,5 m) pomieszczenie z arkadowymi oknami na jednej z dłuższych ścian i odwołującymi się do nich ślepymi arkadami w sztukatorskiej dekoracji na pozostałych ścianach. W jednej z arkad umieszczono portret cesarza Franciszka Józefa I w stroju koronacyjnym autorstwa malarza Alojza Schwingera z Grazu. Salę nakryto zwierciadlanym sklepieniem z półokrągłymi lunetami i ozdobiono wysokimi boazeriami, portalami, sądową trybuną oraz wznoszące się schodkowo ławami dla publiczności.

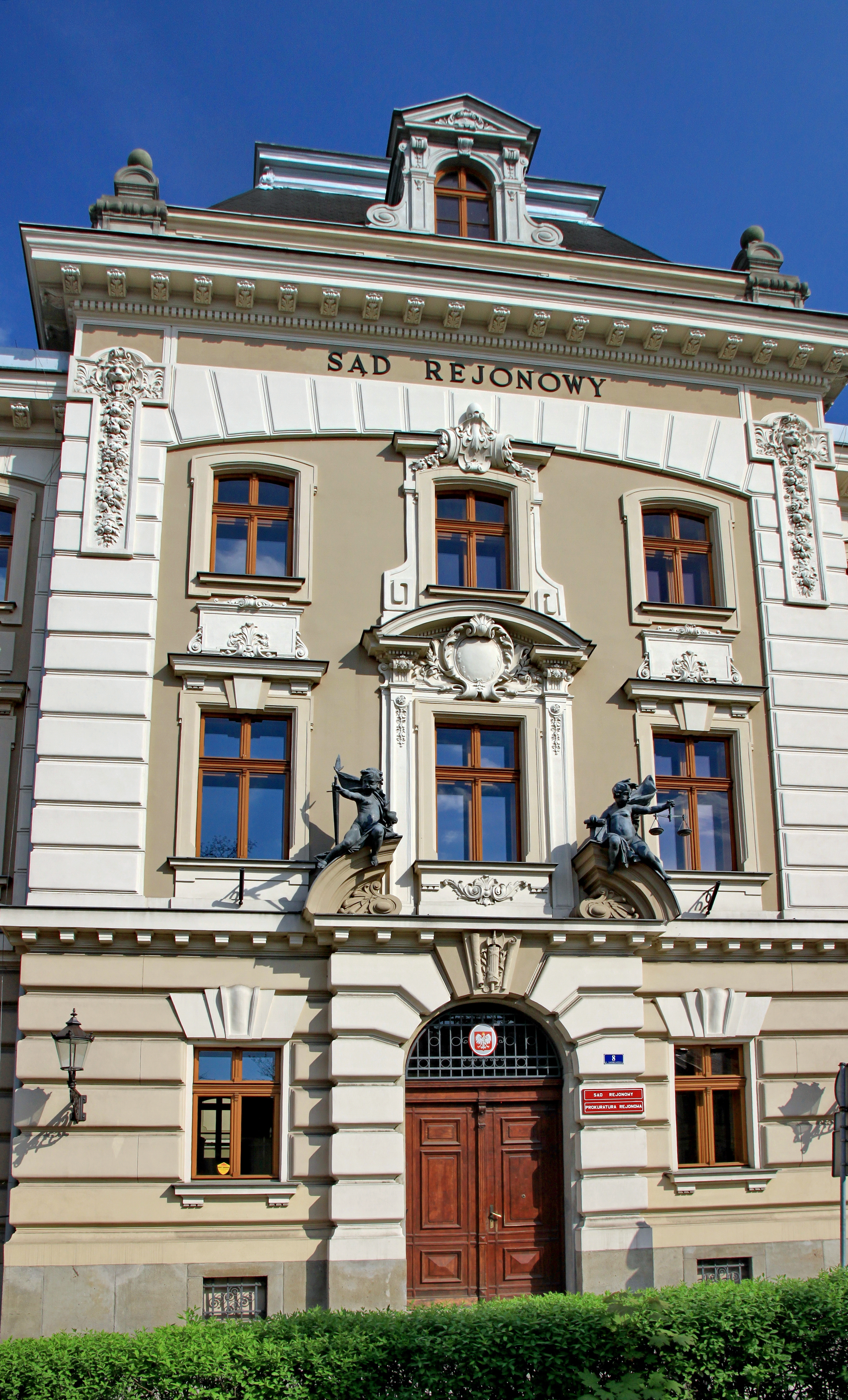
Front budynku
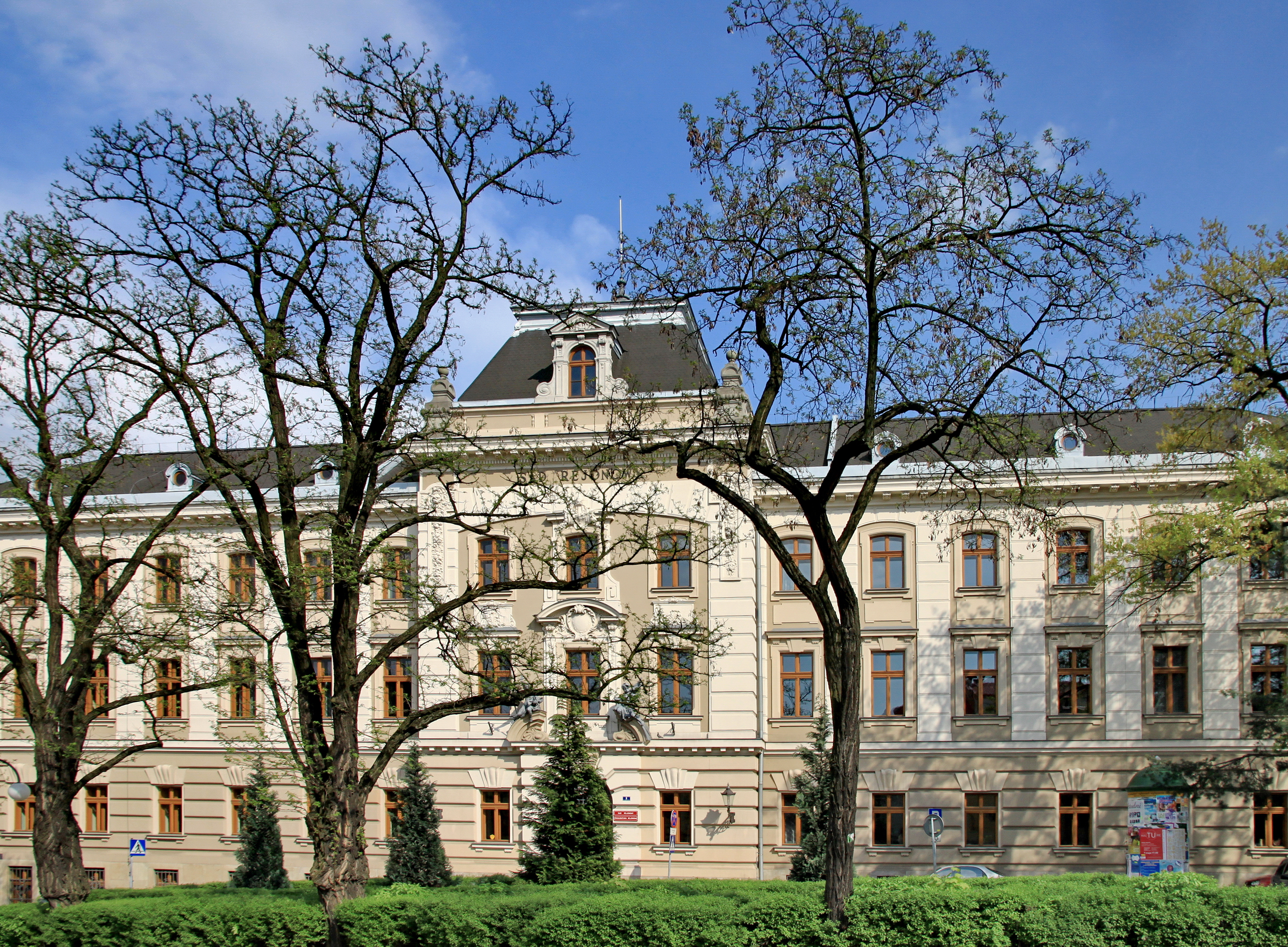
Front – widok ogólny
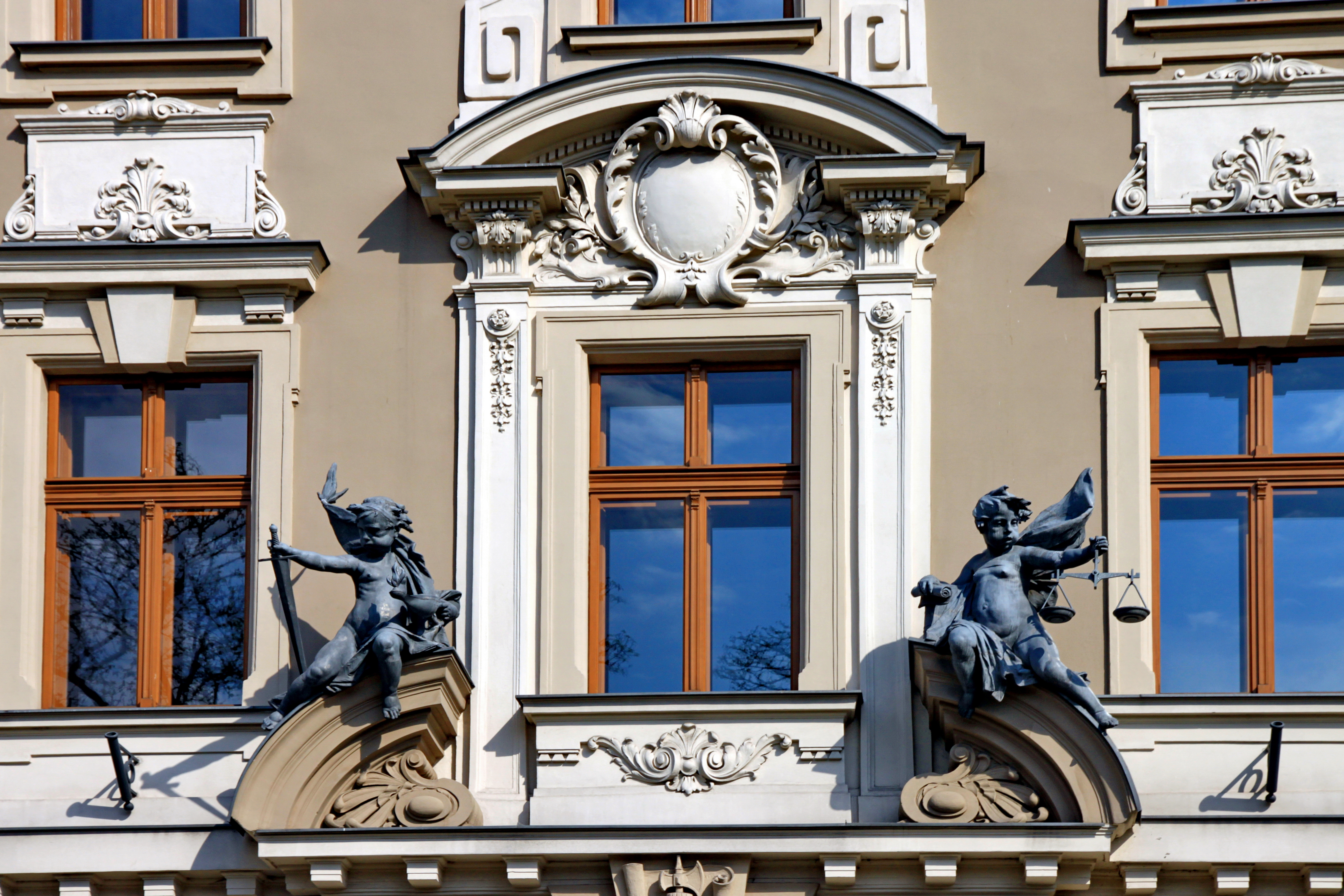
Detale nad wejściem
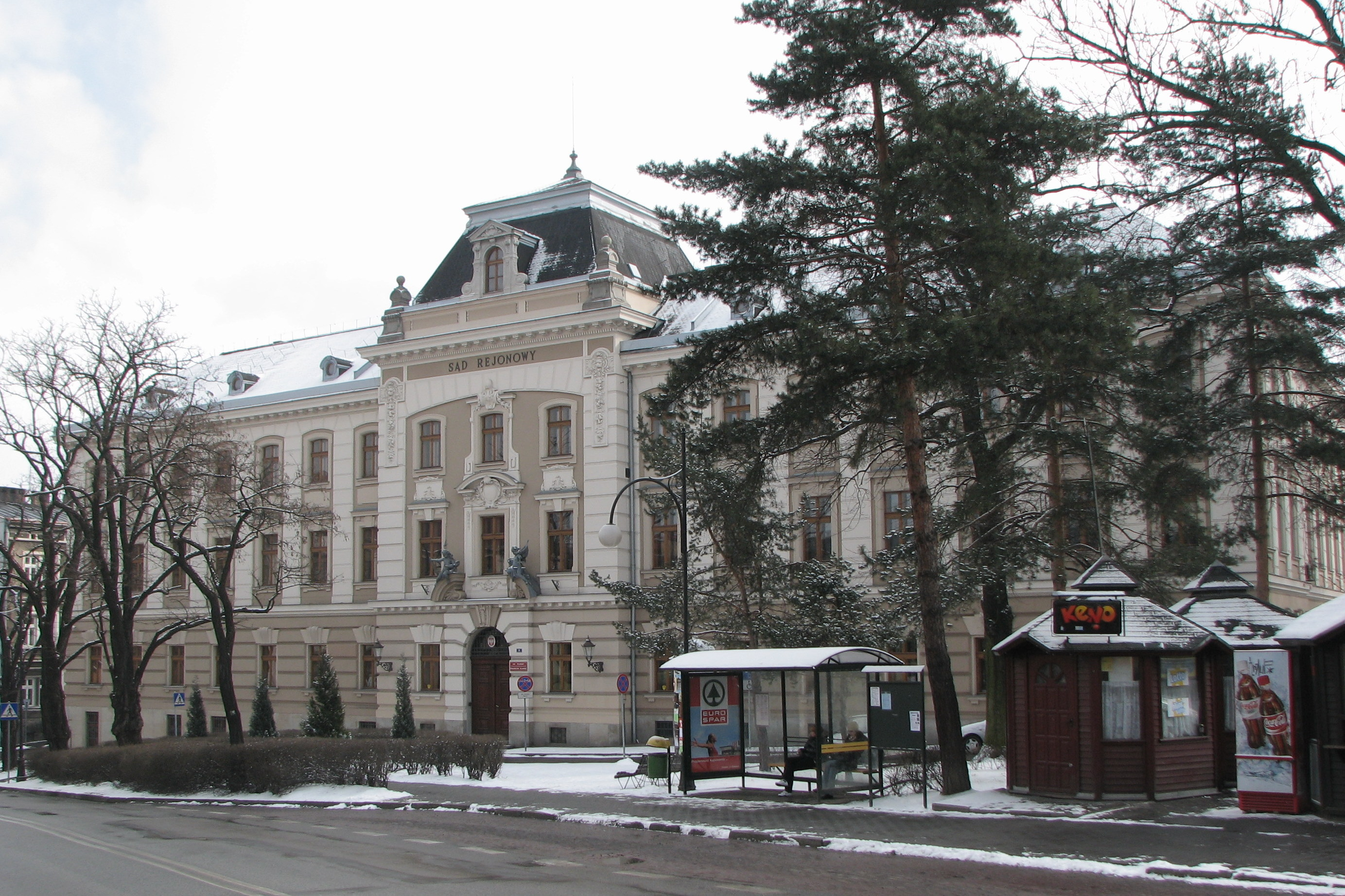
Widok z ul. Garncarskiej

## Zakład Karny przy Sądzie Rejonowym w Cieszynie
Zakład Karny w Cieszynie jest jednostką typu zamkniętego i znajduje się w centrum miasta przy ulicy Bolesława Chrobrego 2, tuż obok Sądu Rejonowego. Budynek więzienia został oddany do użytku w 1896 roku, a od 1987 roku figuruje w rejestrze zabytków architektury województwa śląskiego pod tym samym numerem co Sąd Rejonowy – nr rej.: A-533/87 z 15.10.1987.
Posiada 406 miejsc przeznaczonych dla recydywistów penitencjarnych, posiada również oddział dla tymczasowo aresztowanych, pozostających w dyspozycji: Sądu Rejonowego w Cieszynie, Prokuratury Rejonowej w Cieszynie, Sądu Rejonowego w Jastrzębiu-Zdroju, Prokuratury Rejonowej w Jastrzębiu-Zdroju. Władze austriackie sporządziły plany budowy więzienia powstały w listopadzie 1858 roku, a budowa rozpoczęła się w marcu 1881 roku.
W okresie międzywojennym więzienie cieszyńskie zaliczane było do I kategorii. W okresie II wojny światowej więzienie pełniło funkcję oddziału karnego oraz oddziału śledczego skąd kierowano osadzonych do innych więzień i obozów koncentracyjnych. W okresie okupacji odnotowano ponad 12 tysięcy osób, które w nim przebywały. W mniejszych celach można było osadzić siedem skazanych osób, a w dużych kilkadziesiąt osób. Cele były ogrzewane piecami kaflowymi na opał wsadzany od strony korytarzy więziennych. Duże pomieszczenia i warsztaty oświetlano lampami gazowymi. Na terenie więzienia znajdowała się: świniarnia, stolarnia, pracownia koszykarska, wytwórnia makaronu, garaże oraz dwie kaplice – katolicka i ewangelicka. W połowie lat 50. w wydzielonej części więzienia otwarto Szpital Chorób Płucnych.
W latach osiemdziesiątych zakład przeszedł kapitalny remont, który wiązał się z remontem sieci kanalizacyjnej, wodnej i elektrycznej. Do każdej celi doprowadzono ciepłą wodę, a w oddziałach szpitalnych wykonano odrębne ubikacje z umywalkami w łączonych celach wieloosobowych. W 1992 roku w zakładzie wydzielono część przeznaczoną dla tymczasowo aresztowanych. W części penitencjarnej dla osadzonych przeznaczonych było 155 pomieszczeń. Do dyspozycji osadzonych były trzy świetlice i dwa punkty biblioteczne, a oddziały szpitalne posiadały własne łaźnie. Od czasu remontu więzienie jest ogrzewane z miejskiej sieci grzewczej.
W latach 2005–2007 zakład (część mieszkalna dla osadzonych) przeszedł kolejny gruntowny remont. W części mieszkalnej oprócz generalnego remontu cel, wygospodarowano miejsce na kantynę dla osadzonych, wyremontowano również pomieszczenia biblioteki, radiowęzła i kaplicę. W roku 2005 zlikwidowano Szpital Chorób Płucnych przy Zakładzie Karnym w Cieszynie, tym samym zwiększyła się pojemność, która obecnie wynosi 406 miejsc. Wszystkie cele posiadają wyodrębnione, zamykane kąciki sanitarne, wyposażone są w głośniki radiowęzła oraz domofony umożliwiające kontakt z funkcjonariuszem pełniącym służbę w oddziale, a także przyłącza, umożliwiające odbiór sygnału telewizyjnego.
W 2008 roku więźniowie cieszyńskiego Zakładu Karnego wykonywali prace dla Miejskiego Zarząd Dróg w Cieszynie. W nieodpłatnych pracach interwencyjnych wzięło udział od sześciu do ośmiu skazanych, którzy zajmowali się głównie czyszczeniem rowów melioracyjnych i sprzątaniem.
3 czerwca 2009 roku o godzinie 22.00 w więzieniu, a dokładnie na jego murach, zorganizowano Wideoinstalację na murze cieszyńskiego więzienia, której autorami byli Jarosław Skutnik i Adam Molenda. To wydarzenie odbyło się w ramach Off -sceny alternatywnej zorganizowanej wraz z XX edycją Międzynarodowego Festiwalu Teatralnego Bez granic.
W 2009 roku więźniowie Zakładu Karnego w Cieszynie porządkowali stary cmentarz żydowski w Cieszynie przy ulicy Hażlaskiej. Osoby skazane będące pod tzw. mniejszym dozorem, w grupach po 7-10 ustawiały macewy i porządkowały zarośnięty teren.
23 października 2013 roku w zakładzie karnym w Cieszynie odbyło się przedstawienie teatralne Osadzony, na motywach opowieści Daniela Smętka pod opieką artystyczną i wyreżyserowane przez Bogusława Słupczyńskiego. Projekt teatralny był realizowany przez Uniwersytet Śląski Filia w Cieszynie i Zakład Karny w Cieszynie.